# Larry Aceves
Larry Aceves (nascido em 1944) é um professor dos Estados Unidos. Foi superintendente do Distrito Escolar de Franklin-McKinley e do Alum Rock Union, e foi candidato ao cargo de Superintendente da Instrução Pública da Califórnia em 2010. 
Aceves foi o mais votado na eleição primária em junho de 2010, com 19,2% dos votos, e enfrentou Tom Torlakson (que recebeu 18,6%) na eleição geral de 2 de novembro de 2010.
Na eleição geral em novembro de 2010, Aceves recebeu 3.469.665 votos, 45,1% do total, e foi derrotado por Tom Torlakson, que recebeu 4.214.449 votos, 54,7% do total.
Aceves começou sua carreira como professor bilíngue na Escola Bayside na região de San Diego em 1974. Ele tornou-se o direitor do Imperial Beach nas proximidades da Elementary School, em 1979. De 1989 a 1991, ele foi superintendente adjunto do Vale Unified School District Pajaro em Watsonville, Califórnia, e em 1991, tornou-se o superintendente da do Distrito Escolar Alum Rock Union, em San Jose, Califórnia.